# Middle European League 2022-2023 (femminile)
La Middle European League 2022-2023, 17ª edizione della Middle European League femminile di pallavolo, si è svolta dal 11 ottobre 2022 al 17 marzo 2023: al torneo hanno partecipato sei squadre di club appartenenti a federazioni afferenti alla MEVZA ed una squadra ucraina e la vittoria finale è andata per la terza volta al Békéscsabai.

## Regolamento

### Formula
La formula ha previsto:
- Fase a gironi, disputata con girone all'italiana, con gare di sola andata, concentrate su quattro turni: al termine, le prime quattro classificate hanno avuto accesso alla fase a eliminazione diretta.
- Fase a eliminazione diretta, disputata con semifinali, giocate con gare di andata e ritorno, e finale, giocata con gara unica[2].

### Criteri di classifica
Se il risultato finale è stato di 3-0 o 3-1 sono stati assegnati 3 punti alla squadra vincente e 0 a quella sconfitta, se il risultato finale è stato di 3-2 sono stati assegnati 2 punti alla squadra vincente e 1 a quella sconfitta.
L'ordine del posizionamento in classifica è stato definito in base a:
- Numero di partite vinte;
- Punti;
- Ratio dei set vinti/persi;
- Ratio dei punti realizzati/subiti;
- Risultati degli scontri diretti[2].

## Squadre partecipanti
Al torneo hanno partecipato una squadra austriaca, due squadre croate, due slovene, una ungherese e, su invito, una squadra ucraina.
- ASKÖ Linz-Steg
- HAOK Mladost
- Kaštela
- Branik
- Kamnik
- Prometej
- Békéscsabai

## Torneo

### Fase a gironi

#### Risultati
Primo turno
| 11 ottobre 2022 Dom odbojke Bojan Stranić, Zagabria Durata: 1h:36 - Spettatori: 50 | HAOK Mladost   | 3 - 1 | Branik         | 25-17, 25-15, 20-25, 25-18        |
| 11 ottobre 2022 Városi Sportcsarnok, Békéscsaba Durata: 1h:19 - Spettatori: 1 000  | Békéscsabai    | 3 - 0 | Prometej       | 25-17, 28-26, 25-15               |
| 11 ottobre 2022 Športna dvorana, Kamnik Durata: 1h:10 - Spettatori: 40             | Kamnik         | 3 - 0 | Kaštela        | 25-14, 25-15, 25-15               |
| 12 ottobre 2022 Dom odbojke Bojan Stranić, Zagabria Durata: 1h:55 - Spettatori: 25 | ASKÖ Linz-Steg | 3 - 2 | Branik         | 18-25, 24-26, 25-23, 25-17, 15-10 |
| 13 ottobre 2022 Dom odbojke Bojan Stranić, Zagabria Durata: 1h:37 - Spettatori: 50 | HAOK Mladost   | 3 - 1 | ASKÖ Linz-Steg | 25-19, 25-21, 19-25, 25-19        |
| 13 ottobre 2022 Városi Sportcsarnok, Békéscsaba Durata: 1h:11 - Spettatori: 850    | Békéscsabai    | 3 - 0 | Kaštela        | 25-13, 25-17, 25-23               |

Secondo turno
| 7 dicembre 2022 Városi Sportcsarnok, Békéscsaba Durata: 1h:27 - Spettatori: 950  | Békéscsabai    | 3 - 1 | HAOK Mladost | 25-17, 25-17, 18-25, 25-16       |
| 22 gennaio 2023 Gradska dvorana Kaštela, Castelli Durata: 1h:09 - Spettatori: 75 | Kaštela        | 0 - 3 | Branik       | 24-26, 22-25, 10-25              |
| 20 gennaio 2023 Gradska dvorana Kaštela, Castelli Durata: 1h:04 - Spettatori: 50 | Kaštela        | 0 - 3 | Prometej     | 20-25, 18-25, 13-25              |
| 21 gennaio 2023 Gradska dvorana Kaštela, Castelli Durata: 1h:51 - Spettatori: 35 | Branik         | 2 - 3 | Prometej     | 14-25, 18-25, 25-22, 25-19, 8-15 |
| 1º febbraio 2023 SNMSLinz-Kleinmünchen, Linz Durata: 1h:45 - Spettatori: 51      | ASKÖ Linz-Steg | 1 - 3 | Kamnik       | 20-25, 25-21, 23-25, 27-29       |

Terzo turno
| 24 gennaio 2023 Športna dvorana Lukna, Maribor Durata: 1h:58 - Spettatori: 150     | Branik         | 3 - 2 | Kamnik       | 25-19, 20-25, 25-18, 21-25, 15-13 |
| 13 novembre 2022 Gradska dvorana Kaštela, Castelli Durata: 1h:05 - Spettatori: 200 | Kaštela        | 0 - 3 | HAOK Mladost | 19-25, 13-25, 14-25               |
| 25 gennaio 2023 SNMSLinz-Kleinmünchen, Linz Durata: 1h:07 - Spettatori: 60         | ASKÖ Linz-Steg | 0 - 3 | Prometej     | 15-25, 18-25, 14-25               |
| 25 gennaio 2023 Športna dvorana Lukna, Maribor Durata: 1h:43 - Spettatori: 30      | Békéscsabai    | 1 - 3 | Kamnik       | 25-23, 22-25, 23-25, 18-25        |
| 26 gennaio 2023 SNMSLinz-Kleinmünchen, Linz Durata: 0h:58 - Spettatori: 38         | ASKÖ Linz-Steg | 3 - 0 | Kaštela      | 25-11, 25-12, 25-13               |
| 26 gennaio 2023 Športna dvorana Lukna, Maribor Durata: 1h:03 - Spettatori: 60      | Branik         | 3 - 0 | Békéscsabai  | 25-13, 25-20, 25-17               |
| 24 gennaio 2023 SNMSLinz-Kleinmünchen, Linz Durata: 1h:06 - Spettatori: 26         | ASKÖ Linz-Steg | 0 - 3 | Békéscsabai  | 20-25, 19-25, 17-25               |

Quarto turno
| 14 febbraio 2023 Dom odbojke Bojan Stranić, Zagabria Durata: 1h:12 - Spettatori: 100 | HAOK Mladost | 0 - 3 | Kamnik   | 21-25, 22-25, 16-25 |
| 15 febbraio 2023 Dom odbojke Bojan Stranić, Zagabria Durata: - Spettatori:           | Prometej     | 0 - 3 | Kamnik   | 0-25, 0-25, 0-25    |
| 16 febbraio 2023 Dom odbojke Bojan Stranić, Zagabria Durata: - Spettatori:           | HAOK Mladost | 3 - 0 | Prometej | 25-0, 25-0, 25-0    |

#### Classifica
| Pos. | Squadra        | Pt | G | V | P | SV | SP | Ratio | PF  | PS  | Ratio |
| ---- | -------------- | -- | - | - | - | -- | -- | ----- | --- | --- | ----- |
| 1.   | Kamnik         | 16 | 6 | 5 | 1 | 17 | 5  | 3,400 | 523 | 392 | 1,334 |
| 2.   | Békéscsabai    | 12 | 6 | 4 | 2 | 13 | 7  | 1,857 | 459 | 415 | 1,106 |
| 3.   | HAOK Mladost   | 12 | 6 | 4 | 2 | 13 | 8  | 1,625 | 473 | 373 | 1,268 |
| 4.   | Branik         | 10 | 6 | 3 | 3 | 14 | 11 | 1,273 | 523 | 514 | 1,018 |
| 5.   | Prometej       | 8  | 6 | 3 | 3 | 9  | 11 | 0,818 | 314 | 416 | 0,755 |
| 6.   | ASKÖ Linz-Steg | 5  | 6 | 2 | 4 | 8  | 14 | 0,571 | 464 | 481 | 0,965 |
| 7.   | Kaštela        | 0  | 6 | 0 | 6 | 0  | 18 | 0,000 | 286 | 451 | 0,634 |

      Qualificata alla fase a eliminazione diretta.

### Fase a eliminazione diretta

#### Tabellone
|  | Semifinali | Semifinali   | Semifinali | Semifinali  |   |   | Finale | Finale | Finale |  |
|  |            |              |            |             |   |   |        |        |        |  |
|  | 1          | Kamnik       | 3          | 17          |   |   |        |        |        |  |
|  | 1          | Kamnik       | 3          | 17          |   |   |        |        |        |  |
|  | 4          | Branik       | 0          | 315         |   |   |        |        |        |  |
|  | 4          | Branik       | 0          | 315         |   | 4 | Branik | 0      |        |  |
|  |            |              |            |             |   | 4 | Branik | 0      |        |  |
|  |            |              | 2          | Békéscsabai | 3 |   |        |        |        |  |
|  | 2          | Békéscsabai  | 2          | Békéscsabai | 3 | 2 | 315    |        |        |  |
|  | 2          | Békéscsabai  |            |             |   |   |        |        |        |  |
|  | 3          | HAOK Mladost | 3          | 211         |   |   |        |        |        |  |

#### Risultati

##### Semifinali
Andata
| 1º marzo 2023 Športna dvorana Lukna, Maribor Durata: 1h:12 - Spettatori: 150      | Branik       | 0 - 3 | Kamnik      | 21-25, 13-25, 19-25               |
| 1º marzo 2023 Dom odbojke Bojan Stranić, Zagabria Durata: 1h:49 - Spettatori: 100 | HAOK Mladost | 3 - 2 | Békéscsabai | 23-25, 25-13, 25-21, 25-27, 15-13 |

Ritorno
| 8 marzo 2023 Športna dvorana, Kamnik Durata: 1h:44 - Spettatori: 200           | Kamnik      | 1 - 3 | Branik       | 17-25, 25-14, 21-25, 17-25 Golden set: 7-15         |
| 7 marzo 2023 Városi Sportcsarnok, Békéscsaba Durata: 1h:59 - Spettatori: 1 150 | Békéscsabai | 3 - 2 | HAOK Mladost | 23-25, 20-25, 25-22, 25-17, 16-14 Golden set: 15-11 |

##### Finale
| 17 marzo 2023 Športna dvorana, Kamnik Durata: 1h:10 - Spettatori: 100 | Branik | 0 - 3 | Békéscsabai | 17-25, 25-27, 16-25 |

## Classifica finale
| Pos | Squadra        |
| --- | -------------- |
| Oro | Békéscsabai    |
| 2   | Branik         |
| 3   | Kamnik         |
| 4   | HAOK Mladost   |
| 5   | Prometej       |
| 6   | ASKÖ Linz-Steg |
| 7   | Kaštela        |

## Statistiche
| Rendimento individuale | Rendimento individuale | Rendimento individuale | Rendimento individuale |
| Pos.                   | Nome                   | Punti                  | Squadra                |
| ---------------------- | ---------------------- | ---------------------- | ---------------------- |
| 1                      | Iza Mlakar             | 132                    | Branik                 |
| 2                      | Marta Drpa             | 131                    | Békéscsabai            |
| 3                      | Fatoumatta Sillah      | 125                    | Kamnik                 |
| 4                      | Lorena Lorber Fijok    | 122                    | Branik                 |
| 5                      | Josipa Marković        | 99                     | HAOK Mladost           |

| Attacchi vincenti | Attacchi vincenti   | Attacchi vincenti | Attacchi vincenti |
| Pos.              | Nome                | Punti             | Squadra           |
| ----------------- | ------------------- | ----------------- | ----------------- |
| 1                 | Iza Mlakar          | 120               | Branik            |
| 2                 | Fatoumatta Sillah   | 113               | Kamnik            |
| 3                 | Marta Drpa          | 109               | Békéscsabai       |
| 4                 | Lorena Lorber Fijok | 104               | Branik            |
| 5                 | Josipa Marković     | 86                | HAOK Mladost      |

| Muri vincenti | Muri vincenti   | Muri vincenti | Muri vincenti |
| Pos.          | Nome            | Punti         | Squadra       |
| ------------- | --------------- | ------------- | ------------- |
| 1             | Sara Hutinski   | 28            | Kamnik        |
| 2             | Andrea Pintér   | 24            | Békéscsabai   |
| 3             | Dorottya Bodnár | 21            | Békéscsabai   |
| 4             | Aida Mehić      | 15            | HAOK Mladost  |
| 5             | Astrid Popić    | 14            | HAOK Mladost  |

| Battute vincenti | Battute vincenti    | Battute vincenti | Battute vincenti |
| Pos.             | Nome                | Punti            | Squadra          |
| ---------------- | ------------------- | ---------------- | ---------------- |
| 1                | Katarina Pavičić    | 15               | HAOK Mladost     |
| 2                | Aida Mehić          | 12               | HAOK Mladost     |
| 3                | Marta Drpa          | 10               | Békéscsabai      |
| 3                | Lorena Lorber Fijok | 10               | Branik           |
| 3                | Ralitsa Vasileva    | 10               | Békéscsabai      |